# Borschtschowytschi
Borschtschowytschi (ukrainisch Борщовичі; russisch Борщовичи Borschtschowitschi, polnisch Barszczowice) ist ein Dorf in der ukrainischen Oblast Lwiw mit etwa 2200 Einwohnern.

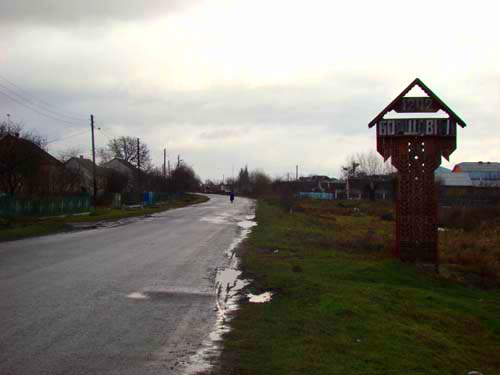
Ortseingang

## Geografische Lage
Am 12. Juni 2020 wurde das Dorf ein Teil der neu gegründeten Siedlungsgemeinde Nowyj Jarytschiw im Rajon Lwiw; bis dahin war das Dorf die einzige Ortschaft der gleichnamigen, 5,345 km² großen Landratsgemeinde im Nordosten des Rajon Pustomyty.
Die Ortschaft liegt auf einer Höhe von 224 m am rechten Ufer der Poltwa, einem ca. 70 km langen Nebenfluss des Bug, etwa 35 km nordöstlich vom ehemaligen Rajonzentrum Pustomyty und 20 km östlich vom Oblastzentrum Lwiw.
Neun Kilometer nördlich vom Dorf verläuft die Fernstraße M 06 / E 40 und zehn Kilometer südlich vom Dorf verläuft die Nationalstraße N 02 / M 09. Borschtschowytschi besitzt eine Bahnstation an den Bahnstrecken Lwiw–Sdolbuniw und Przemyśl–Chyriw.

## Geschichte
Das erstmals 1442 schriftlich erwähnte Dorf lag ursprünglich im Lemberger Land in der Woiwodschaft Ruthenien der Adelsrepublik Polen-Litauen und kam im Rahmen der ersten Teilung Polens 1772 an das Kronland Königreich Galizien und Lodomerien des österreichischen Haus Habsburg (ab 1804 Bestandteil des Kaisertums Österreich), wo es im Bezirk Lemberg lag.
Nach dem Ersten Weltkrieg und dem Zerfall Österreich-Ungarns kam die Ortschaft zunächst an die Westukrainische Volksrepublik, wurde jedoch nach dem folgenden Polnisch-Ukrainischen und Polnisch-Sowjetischen Krieg Bestandteil der Zweiten Polnischen Republik und dort in die Woiwodschaft Lwów eingegliedert.
Im September 1939 wurde die Ortschaft, wie ganz Ostpolen, gemäß dem Geheimen Zusatzprotokoll des Hitler-Stalin-Pakts zwischen der Sowjetunion und Deutschland, von der Sowjetunion besetzt. Nach dem deutschen Überfall auf die Sowjetunion war die Ortschaft während des Deutsch-Sowjetischen Krieges von Deutschland okkupiert und in den Distrikt Galizien des Generalgouvernements eingegliedert. Nach dem Zweiten Weltkrieg kam das Dorf erneut an die Sowjetunion, die es der Ukrainischen SSR anschloss. Mit dem Zerfall der Sowjetunion 1991 wurde das Dorf schließlich Teil der unabhängigen Ukraine.

## Söhne und Töchter der Ortschaft
- Bogdan Nikolajewitsch Staschinski (russisch Богдан Николаевич Сташинский; ukrainisch Богдан Миколайович Сташинський Bohdan Mykolajowytsch Staschynskyj; * 4. November 1931), KGB-Agent, Überläufer und Attentäter auf Lew Rebet und Stepan Bandera.